# Motorstorm

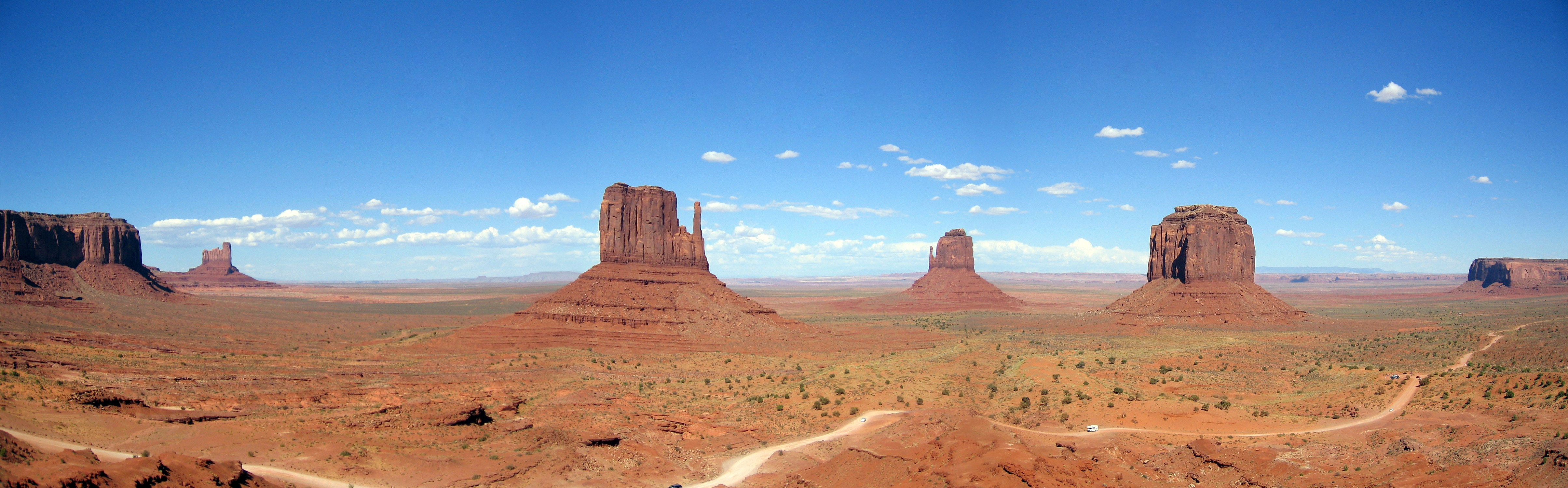
En bild av Monument Valley, där spelet utspelar sig i.

MotorStorm är ett racingspel utgivet av Sony Computer Entertainment PlayStation 3-systemet. Det blev först avslöjat på E3 2005.

## Release
MotorStorm utgavs officiellt i Japan den 14 december 2006, där det blev det bästsäljande PlayStation 3-spelet.
MotorStorm utgavs den 6 mars 2007 i Nordamerika, och i Europa släpptes det samtidigt med PlayStation 3 den 23 mars 2007. Både den nordamerikanska och den europeiska versionen inkluderade onlinelägen, medan den japanska versionen saknar det.

## Gameplay
Spelet äger rum på MotorStorm-festivalen i Monument Valley. Spelets mål är att vinna en serie av off-road race och bli vinnaren av MotorStorm-festivalen. Man kan köra sju olika typer av fordon. De sju olika fordonstyperna är: Rallybilar, lastbilar, motocrossar, fyrhjulingar, tävlingslastbilar, buggies och mudpluggers. I varje race måste spelaren välja en viss typ av fordonsklass och man tävlar ofta mot många andra fordonstyper. Varje bana har många olika vägar man kan köra, anpassade efter fordonstyperna så att spelet blir jämställt.
Händelserna i spelet använder sig av realtidteknik, så som lereffekter, hjulspår och krascher.
Varje bana är fylld med en variaté av hopp, gupp, stup, lerpölar och olika hinder. De flesta racen är tre varv mot 2-12 motståndare. Alla varv blir olika varandra, eftersom banan använder sig av realtids-deformation. Större fordon kan skapa större hjulspår som kan göra det svårt för små, lättare fordon. Alla fordon reagerar också olika på olika sorters terräng. Fordon så som lastbilar och mudpluggers får utmärkt grepp i lera medan lättare fordon som motocrossar och fyrhjulingar får det svårt, vilket gör att spelaren måste hitta bättre underlag för sin fordonstyp. MotorStorm-videoklipp användes i PlayStation 3-reklam, eftersom spelet blev en sådan succé. De olika banorna i spelet är:
- The Grizzly
- Sidewinder Gulch
- Rockhopper
- Rain God Mesa
- The Tenderizer
- Dust Devil
- The Mudpool
- Coyote Rage

Fyra banor till kunde man köpa från Playstation Store:
- Devil's Crossing
- Coyote Revenge
- Eagle's Nest
- Diamondback Speedway

### Nedladdningsbart material
Några månader efter releasen kom en gratis uppdatering som gjorde att man kunde köra Time Trail på alla banor och tävla mot andras tider. Flera banor och fordon har man kunnat ladda ner. Splitscreen kom aldrig till Motorstorm utan utvecklades i stället till uppföljaren: Motorstorm: Pacific Rift.

## Mottagande
MotorStorm fick ganska positiva recensioner och håller ett genomsnittsbetyg på 82/100 hos Metacritic och 83% hos GameRankings.